# Jocurile Olimpice de iarnă din 1952
A VI-a ediție a Jocurilor Olimpice de iarnă s-a desfășurat la Oslo, Norvegia în perioada 14 februarie - 25 februarie 1952.

## Organizare
- Orașe candidate: Cortina d'Ampezzo (Italia) și Lake Placid (SUA). Oslo a fost desemnat orașul gazdă al Jocurilor la Congresul CIO de la Stockholm din iunie 1947.
- Flacăra olimpică a fost aprinsă în localitatea Morgedal, considerată leagănul sporturilor de iarnă.
- Prima dată când o femeie declară deschise Jocurile Olimpice.

## Evenimente marcante
- La patinaj viteză norvegianul Hjalmar Andersen a câștigat 3 medalii de aur la 1.500 m, 5.000 m și 10.000 m.
- Finlandezul Veiko Hakulinen a câștigat titlul olimpic la schi fond la 50 km devansând sportivii norvegieni care erau favoriți.
- Pentru prima dată, o probă de schi fond este organizată pentru femei la 10 km.

## Sporturi
- Bob
- Combinata nordică
- Hochei pe gheață
- Patinaj artistic
- Patinaj viteză
- Sărituri cu schiurile
- Schi alpin
- Schi fond

## Clasamentul pe medalii
Legendă
      Țara gazdă
| Loc   | CON                              | Aur | Argint | Bronz | Total |
| ----- | -------------------------------- | --- | ------ | ----- | ----- |
| 1     | Norvegia (NOR)                   | 7   | 3      | 6     | 16    |
| 2     | Statele Unite ale Americii (USA) | 4   | 6      | 1     | 11    |
| 3     | Finlanda (FIN)                   | 3   | 4      | 2     | 9     |
| 4     | Germania (GER)                   | 3   | 2      | 2     | 7     |
| 5     | Austria (AUT)                    | 2   | 4      | 2     | 8     |
| 6     | Canada (CAN)                     | 1   | 0      | 1     | 2     |
| 6     | Italia (ITA)                     | 1   | 0      | 1     | 2     |
| 8     | Marea Britanie (GBR)             | 1   | 0      | 0     | 1     |
| 9     | Olanda (NED)                     | 0   | 3      | 0     | 3     |
| 10    | Suedia (SWE)                     | 0   | 0      | 4     | 4     |
| 11    | Elveția (SUI)                    | 0   | 0      | 2     | 2     |
| 12    | Franța (FRA)                     | 0   | 0      | 1     | 1     |
| 12    | Ungaria (HUN)                    | 0   | 0      | 1     | 1     |
| Total | Total                            | 22  | 22     | 23    | 67    |

## România la JO 1952
România a participat cu o delegație de 17 sportivi și nu a obținut nici un punct.
Cel mai bun rezultat:
- Locul 10 la ștafeta de schi 4x10 km; echipa a fost formată din: Manole Ionescu, Dumitru Frățilă, Constantin Enache și Moise Crăciun.